# Vita sancti Wilfrithi

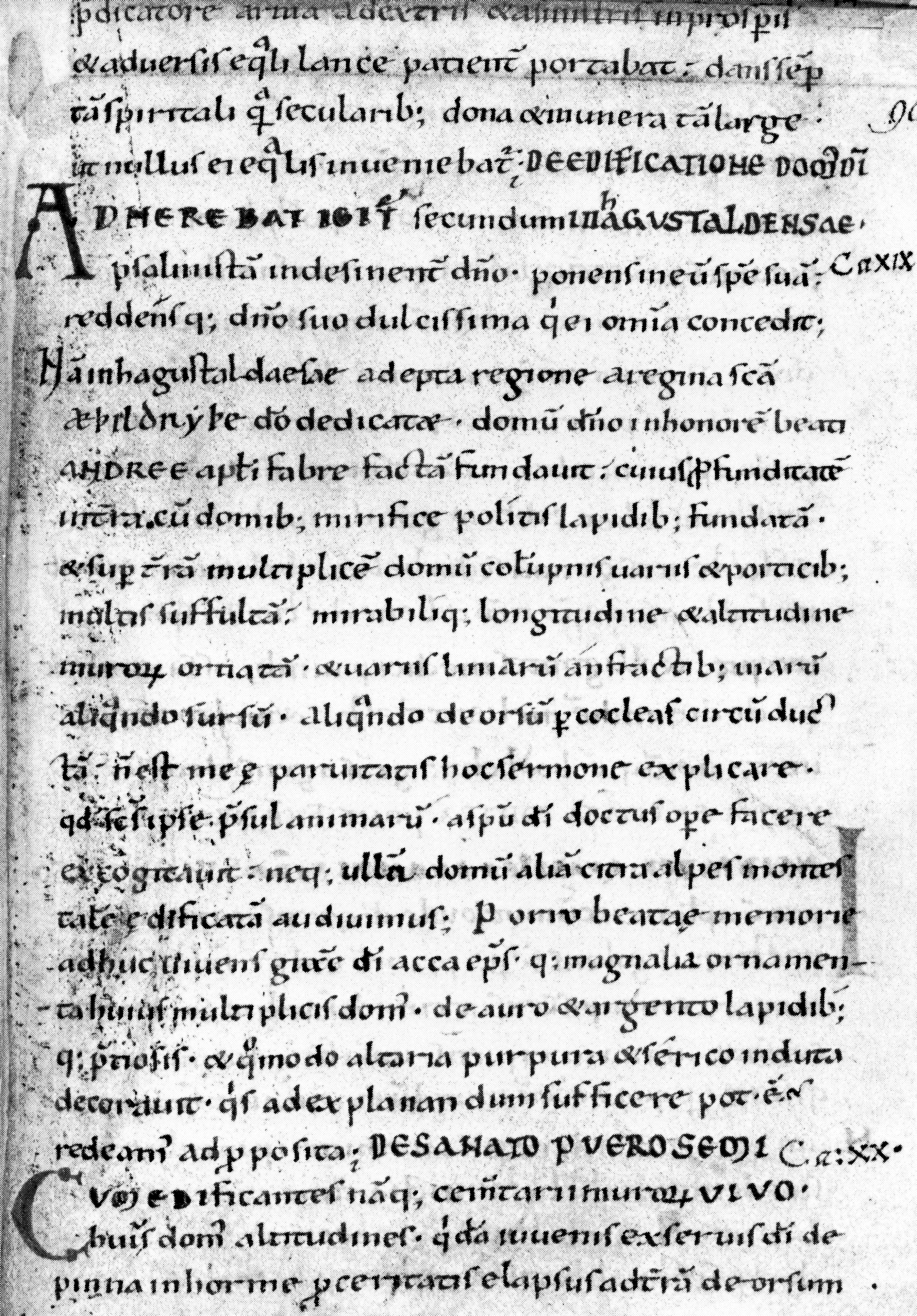
Une page d'un manuscrit du XIe siècle de la Vita.

La Vita sancti Wilfrithi est une hagiographie latine de l'évêque northumbrien Wilfrid d'York. Elle a été rédigée au début du VIIIe siècle, quelques années après la mort de Wilfrid en 709, par un prêtre nommé Étienne. Les historiens ont longtemps identifié cet Étienne à un certain Eddius Stephanus, maître de chant lié à Wilfrid, mais cette identification est aujourd'hui abandonnée.
Contrairement à la plupart des hagiographies, la Vita sancti Wilfrithi ne présente guère de miracles. En revanche, elle s'intéresse de près à la carrière politique tourmentée de Wilfrid, faisant de lui l'une des figures les mieux connues de cette période. Elle comprend également des digressions sur l'histoire des deux principaux monastères fondés par Wilfrid : l'abbaye de Hexham et l'abbaye de Ripon.
Il subsiste deux manuscrits de la Vita sancti Wilfrithi :
- le premier, conservé à la British Library sous la cote Cotton Vespasian D. vi., est un manuscrit composite rédigé en partie au IXe siècle (folios 2-77) et en partie au XIe siècle (folios 78-125) ;
- le second, conservé à la bibliothèque Bodléienne sous la cote Fell vol. III (folios 34a-56b), est un manuscrit de la fin du XIe siècle ou du début du XIIe siècle.

Au Xe siècle, une version en hexamètres de la Vita est produite par Frithegod à la demande de l'archevêque Oda de Cantorbéry.